# Rivière Gatin
Pour les articles homonymes, voir Gatin.
La rivière Gatin est un affluent de la rivière Foucault dont les eaux se déversent successivement dans le fjord de Salluit, puis dans le détroit d'Hudson. La rivière Gatin coule dans le territoire non organisé de la baie-d'Hudson, dans la région du Nunavik, dans la région administrative du Nord-du-Québec, au Québec, au Canada.

## Géographie
Les bassins versants voisins de la rivière Gatin sont :
- côté nord : fjord de Salluit, détroit d'Hudson
- côté est :
- côté sud : rivière de Puvirnituq
- côté ouest : rivière Foucault

La rivière Gatin tire sa source d'un lac sans nom (longueur : 0,9 km dans le sens nord-sud ; altitude : 410 m), situé dans le territoire non organisé de la baie-d'Hudson. Les eaux de ce lac s'écoulent vers le sud.
À partir du lac de tête, la rivière Gatin s'écoule vers le sud sur 17,9 km jusqu'à la rive est du lac Serpentine (altitude : 365 m) que le courant traverse sur 6,9 km vers le nord, puis vers l'ouest. Le lac Serpetine est un confluent des eaux :
- de la décharge du lac Qaangirsurarjuup Tasinga (venant du nord ; altitude : 410 m) ;
- d'une petit rivière venant du nord-est ;
- de la rivière Gatin (venant du nord-est) ;
- d'une petite rivière (venant du sud) drainant plusieurs plans d'eau dont le lac Niqituraaqlaraup (altitude : 395 m) et le lac Ippialuit Tasingo (altitude : 395 m).

À partir de l'embouchure du lac Serpentine, la rivière Gatin coule sur 46 km vers le nord-ouest jusqu'à son embouchure qui se décharge dans la rivière Foucault.
La rivière Gatin constitue le principal affluent de rivière Foucault et se déverse à 26,3 km en amont de l'embouchure de cette dernière.
La surface de la rivière Gatin est généralement gelée onze mois par an. Le pergélisol affecte le territoire tout autour.

## Toponymie
Le toponyme "rivière Gatin" a été officialisé le 5 décembre 1968 par la Commission de toponymie du Québec.